# Крота
Крота, також відомий як крут або крот (валл. crwth, ірл. cruit, crot, брет. krouzh, англ. crowd, crouthe) — це смичковий ліроподібний струнний інструмент, пов'язаний насамперед із валлійською музикою. Нині він є архаїчним, але колись був широко поширений у Європі. Збереглися чотири історичні зразки, які знаходяться в Національному музеї історії Сент-Фаґанс (Кардіфф), Національній бібліотеці Уельсу (Абериствіт), Музеї та художній галереї Воррінгтона, а також у Музеї витончених мистецтв у Бостоні (США).

## Ппримітки
1. ↑  Consortium M. Revision of the Hornbostel-Sachs Classification of Musical Instruments by the MIMO Consortium
2. ↑  A new discovery within an old instrument: was the Welsh crwth unique in possessing two soundboxes?. St Fagans: National History Museum website. National Museum Wales. 2 квітня 2012. Архів оригіналу за 30 грудня 2013. Процитовано 19 травня 2013.
3. ↑  Museum website. Bought in 1843 by Dr James Kendrick. Warrington Museum & Art Gallery. 2 квітня 2012. Архів оригіналу за 10 травня 2013. Процитовано 19 травня 2013.
4. ↑  Museum website. Owain Tudur's crwth, Dolgellau (19th century); Francis W. Galpin (1858–1945), Hatfield Regis, England; 1916, sold by Francis W. Galpin to William Lindsey (1858–1922), Boston, Massachusetts; 1916, gift of William Lindsey, in memory of his daughter, Leslie Lindsey Mason, to the MFA. (Accession Date: October 5, 1916). Museum of Fine Arts, Boston. 2 квітня 2012. Процитовано 19 травня 2013.